# Socjalistyczna Partia Indonezji
Socjalistyczna Partia Indonezji (indonez. Partai Sosialis Indonesia – Parsi) – socjalistyczna, indonezyjska partia polityczna założona 13 listopada 1945 roku w Yogyakarcie.

## Historia
Partia została założona przez późniejszego ministra obrony narodowej Indonezji Amira Sjarifuddina. Trzon polityczny partii stanowili współtowarzysze Sjarifuddina z czasów walk narodowowyzwoleńczych w Jawie Wschodniej. Część z nich, jak chociażby Abdulmadjid, Moewaladi oraz Tamzil, brała aktywny udział w holenderskim ruchu oporu przeciwko nazistowskiemu okupantowi podczas II wojny światowej w Holandii. 
W grudniu 1945 roku podczas zjazdu w Cirebon partia połączyła się z Socjalistyczną Partią Ludową tworząc Partię Socjalistyczną. Amir Sjarifuddin został jej wiceprzewodniczącym. Pomimo powstania nowego organizmu politycznego, byli członkowie Parsi tworzyli bardziej radykalne skrzydło partii.